# Chromis brevirostris
Chromis brevirostris is een baarsachtige uit het geslacht Chromis die voorkomt in de Stille Oceaan. Deze soort werd voor het eerst beschreven in 2008. Binnen het geslacht lijkt hij het meest op C.earina, die in dezelfde publicatie werd beschreven.

## Naamgeving
De soortaanduiding brevirostris is een bijvoeglijk naamwoord dat is afgeleid van de Latijnse woorden brevis ("kort") en rostrum ("snuit"). De naam verwijst naar de snuit van de soort, die relatief kort is in vergelijking met andere soorten van het geslacht.

## Voorkomen
De soort leeft in koraalriffen in het westen van de Stille Oceaan, in het gebied tussen de Marshalleilanden, Fiji, de Carolinen, Puluwat (Micronesia), Palau en Vanuatu. Hij werd niet geobserveerd bij Rarotonga, Kiritimati en Amerikaans-Samoa. Hij komt algemeen voor in zijn leefgebied, dat bestaat uit steile hellingen, meestal met kleine holtes en kalksteenpuin, op dieptes van 90 tot 120 meter. Ze voeden zich in groepjes van zes of meer exemplaren. Ze delen hun leefgebied onder meer met de verwante soort Chromis unipa.

## Kenmerken
De bestudeerde exemplaren van C. brevirostris waren kleiner dan 6,5 centimeter. De rug is lichtpaars/-grijs, de buik is nog lichter. Van de nek tot bovenaan de staartvin lopen 3 of 4 rijen met schubben die een goudgekleurde rand hebben. De kleine schubben op het omhulsel van de rugvin zijn bijna geheel goudkleurig. De rug-, staart- en aarsvin zijn paarsgrijs tot doorschijnend blauw met een gouden schijn. Het regenboogvlies is geel.